# Dżaba Lipartia
Dżaba Lipartia, gruz. ჯაბა ლიფართია (ur. 16 listopada 1987, Gruzińska SRR) – gruziński piłkarz, grający na pozycji napastnika, reprezentant Gruzji.

## Kariera piłkarska

### Kariera klubowa
W 2005 zadebiutował w SK Tbilisi, skąd w następnym roku przeniósł się do klubu WIT Georgia Tbilisi. Na początku 2011 przeszedł do ukraińskiej Zorii Ługańsk. 29 czerwca 2017 przeniósł się do Anży Machaczkała. 7 marca 2018 zasilił skład Torpeda Kutaisi. Latem przeniósł się do SK Samtredia. 22 lutego 2019 zasilił skład Arsenału Kijów.

### Kariera reprezentacyjna
W 2009 debiutował w reprezentacji Gruzji.

## Sukcesy i odznaczenia

### Sukcesy klubowe
- mistrz Gruzji: 2009
- wicemistrz Gruzji: 2008
- zdobywca Pucharu Gruzji: 2010